# Stehliksia scutata
Stehliksia scutata är en insektsart som först beskrevs av Melichar 1905.  Stehliksia scutata ingår i släktet Stehliksia och familjen dvärgstritar. Inga underarter finns listade i Catalogue of Life.